# ГЭС Моглица
ГЭС «Моглица» (алб. Hidrocentrali (HEC) i Moglicës) — деривационная гидроэлектростанция в Албании, у села Моглица, западнее города Малики, к юго-востоку от города Грамши и к северо-западу от города Корча. Гидроэлектростанция входит в каскад ГЭС на Деволи. Ниже расположена ГЭС «Банья», введённая в эксплуатацию в 2016 году. Каскад является основным проектом на условиях build-own-operate (BOO) норвежской компании Statkraft.
Строительство начато в 2015 году и завершено в 2020 году.
Плотина — каменно-набросная с асфальтовым экраном. Высота плотины — 167 м. При максимальном уровне воды объём водохранилища составит 380 млн м³, площадь — 7,2 км².
Длина деривационного туннеля — 10,7 км.
Нормальный подпорный уровень водохранилища (НПУ) — 650 м, уровень нижнего бьефа — 350 м над уровнем моря. Напор — 300 м.
Установлены 2 турбины Френсиса. Установленная мощность — 197 МВт, средняя годовая выработка электроэнергии — 450 ГВт⋅ч. С вводом ГЭС «Моглица» в эксплуатацию производство электроэнергии в Албании возросло на 11 %.
ГЭС «Моглица» подключена к национальной электросети Албании через линию электропередачи 220 кВ протяженностью  48 км, соединяющую распределительную станцию «Моглица» с подстанцией «Эльбасан II».
Установленная мощность ГЭС «Банья» — 72 Мвт. Средняя годовая выработка электроэнергии ГЭС «Банья» — 255 ГВт⋅ч.
Общая установленная мощность каскада — 269 МВт. Средняя годовая выработка электроэнергии каскада — около 700 ГВт⋅ч. С вводом каскада в эксплуатацию производство электроэнергии в Албании возросло на 17 %. Стоимость строительства каскада — 590 млн евро, это крупнейшая частная инвестиция в гидроэнергетику в Албании за последние 30 лет.
Изначально в проекте участвовала австрийская компания EVN AG, которая была партнёром Statkraft до 2013 года, когда Statkraft выкупила долю EVN и стала единственным акционером компании Devoll Hydropower Sh.A. (DHP). Концессия получена в 2009 году. В 2013 году начато строительство ГЭС «Банья», завершённое в 2016 году.